# Distrito de Namakkal
Namakkal (en Tamil; நாமக்கல் மாவட்டம் ) es un distrito de India, en el estado de Tamil Nadu . 
Comprende una superficie de 3429 km².
El centro administrativo es la ciudad de Namakkal.

## Demografía
Según censo 2011 contaba con una población total de 1 721 179 habitantes.